# 믿음

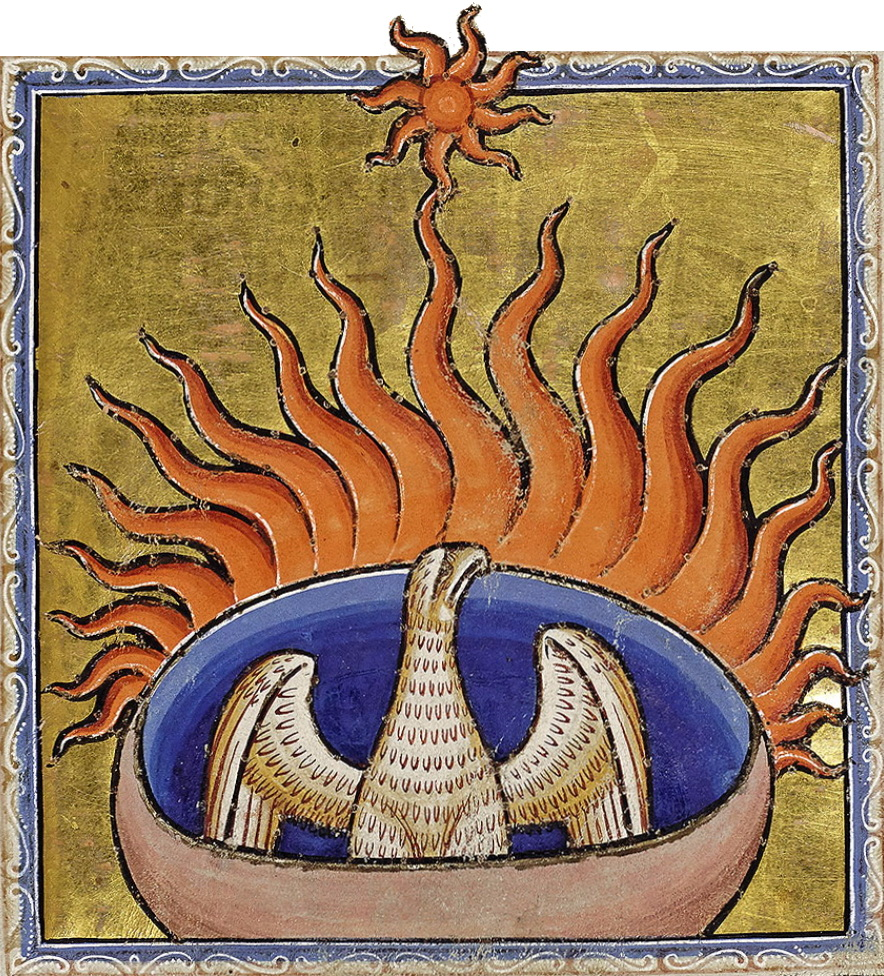
유골에서 나오는 피닉스의 전설은 서구 문명에 각인된 부활에 대한 믿음으로, 상징적인 문학적 평면을 지나갔다.

믿음(Belief, Faith)은 어떠한 가치관, 종교, 사람, 사실 등에 대해 다른 사람의 동의와 관계 없이 확고한 진리로서 받아들이는 개인적인 심리 상태이다. 국립국어원의 표준국어대사전에는 ‘어떠한 사실이나 사람을 믿는 마음’으로 설명되어 있다. 철학, 사회, 정치 등의 분야에서는 일반적으로 신념(信念)이라 하며, 종교에서는 신앙(信仰), 신심(信心), 신앙심(信仰心) 등으로 불린다. 맹목적 믿음이 분쟁과 갈등을 초래하기도 한다.
현대 철학자들은 세상이 존재할 수 있는 방식에 대한 표현(Jerry Fodor), 특정 사물이 사실인 것처럼 행동하려는 성향(Roderick Chisholm), 믿음을 이해하기 위한 해석 체계, 누군가의 행동(Daniel Dennett 및 Donald Davidson) 또는 특정 기능을 채우는 정신 상태(Hilary Putnam) 등을 포함하여 믿음을 설명하려고 시도한 다양한 방식이 있다. 자연계에는 우리의 민속 심리학적 믿음 개념과 일치하는 현상이 없다고 주장하는 믿음에 대한 제거주의자(Paul Churchland)와 믿음의 대체를 목표로 하는 형식 인식론자를 포함하여 일부 사람들은 우리의 믿음 개념에 상당한 수정을 가하려고 시도했다.
믿음은 다양한 중요한 철학적 논쟁의 주제이다. 주목할만한 예는 다음과 같다: "다양한 종류의 증거가 제시될 때 자신의 믿음을 수정하는 합리적인 방법은 무엇인가?", "우리의 믿음의 내용은 전적으로 우리의 정신 상태에 의해 결정되는가, 아니면 관련 사실이 우리의 믿음에 어떤 영향을 주는까? 예를 들어 내가 물 한 잔을 들고 있다고 믿는다면 물이 H2O라는 비정신적 사실이 그 믿음 내용의 일부인까?", "우리의 믿음은 얼마나 세밀한가, 아니면 거친가?", 그리고 "신앙이 언어로 표현되는 것이 가능해야 하는가, 아니면 비언어적인 믿음이 존재하는가?"

## 인식론
지식과 믿음은 큰 상관 관계가 있으나 반드시 일치하는 것은 아니다. 예를 들어 태양이 신이라고 믿는 사람은 태양이 신임을 안다고 주장할 것이나 그러한 믿음에 동의하지 않는 사람의 입장에서 그것은 진리가 아닌 잘못된 지식이다. 이런 이유에서 철학은 지식과 믿음을 별개의 개념으로 다룬다.
지식과 믿음을 다루는 철학의 분야는 인식론이다. 플라톤은 그의 저서 《테타이테토스》에서 지식이란 참으로 판단된 믿음이라 정의(定意)하였다.

## 과학
지식에 대한 인식론의 정의는 과학에 도입되어, 과학은 경험적 지식만을 다루며 입증될 수 없는 믿음은 논의에서 제외한다.

## 심리학
사회심리학에서는 개인의 특정한 믿음이 사회 관계에 대한 개인의 태도를 결정하거나, 고정 관념을 형성하게 된다고 설명한다.

## 종교
종교에서 믿음은 앞서 언급한 바와 같이, 신앙, 신심, 신앙심 등으로도 불리며 신과 같은 숭배의 대상이나 교리와 같은 종교적 가르침, 계율과 같은 종교적 규범, 성지와 같은 특정한 장소 등이 믿음의 대상이 된다. 원시 시대에는 한 집단에 속한 남녀 모두가 임신과 출산의 메커니즘을 이해할 수 없었으므로, 생식이 초지상적인 것이라 생각했고, 삶을 누릴 수 있다는 믿음이 그들 집단에서는 첫 번째 전제가 되었다. 어머니에게서 자식으로 전해져 몇 세대 동안이나 사람들의 관념 속에 수호신으로 생생하게 자리잡아 숭배된 토템 외에, 밤이나 낮이나, 그들이 어디에 있든 자연의 신비한 힘이 그들에게 영향을 미쳐 유쾌하거나 불쾌한 감정을 일으키게 했다. 그러한 힘을 이해하고 또한 자신을 이해하도록 하려고 이미 원시인들은 이러한 선악의 힘들을 인간화하고, 초자연적으로 위대해진 인성을 부여했다. 그들은 자연의 힘을 신으로 드높였다.
- 신: 유일신을 믿는 기독교, 유대교, 이슬람이나 여러 신을 믿거나 수용하는 힌두교, 조로아스터교, 자이니교 등에서 신은 경배의 대상이자 믿음의 대상이다.
- 경전: 성경, 꾸란, 불경, 베다와 같은 종교의 경전들은 교리의 근간을 이루는 믿음의 대상이 된다.

## 신념 체계
신념 체계(Belief system)란 체계적인 신념들로 이루어진 구조를 가리키는 말로, 세계관, 인생관, 종교, 철학, 이념 등을 포괄적으로 가리키는 데 종종 사용되는 용어이다.

## 같이 보기
- 신앙
- 신앙의 자유
- 민간 신앙
- 원리주의